# Liste der Biografien/Riv
Liste der Biografien |
Portal Biografien |
Personensuche
# |
A |
B |
C |
D |
E |
F |
G |
H |
I |
J |
K |
L |
M |
N |
O |
P |
Q |
R |
S |
T |
U |
V |
W |
X |
Y |
Z |
?
 
Ra |
Rb |
Rd |
Re |
Rh |
Ri |
Rj |
Rk |
Rl |
Rm |
Rn |
Ro |
Rr |
Rs |
Rt |
Ru |
Rv |
Rw |
Rx |
Ry |
Rz
 
Ria |
Rib |
Ric |
Rid |
Rie |
Rif |
Rig |
Rih |
Rii |
Rij |
Rik |
Ril |
Rim |
Rin |
Rio |
Rip |
Riq |
Rir |
Ris |
Rit |
Riu |
Riv |
Riw |
Rix |
Riy |
Riz
Die Liste der Biografien führt alle Personen auf, die in der deutschsprachigen Wikipedia einen Artikel haben. Dieses ist eine Teilliste mit 430 Einträgen von Personen, deren Namen mit den Buchstaben „Riv“ beginnt.

## Riv

### Riva
- Riva Aguado, Óscar de la (* 1972), spanisch-katalanischer Schachspieler
- Riva, Antonello (* 1962), italienischer Basketballspieler
- Riva, Antonio (* 1650), Schweizer Architekt, Baumeister
- Riva, Antonio (1870–1942), Schweizer Jurist und Politiker
- Riva, Antonio (1935–2020), Schweizer Programmchef und Generaldirektor der SRG
- Riva, Carlo (1922–2017), italienischer Bootsbauer und -designer
- Riva, Diana-Maria (* 1969), US-amerikanische Schauspielerin
- Riva, Emmanuelle (1927–2017), französische SchauspielerinEmmanuelle Riva (1927–2017)

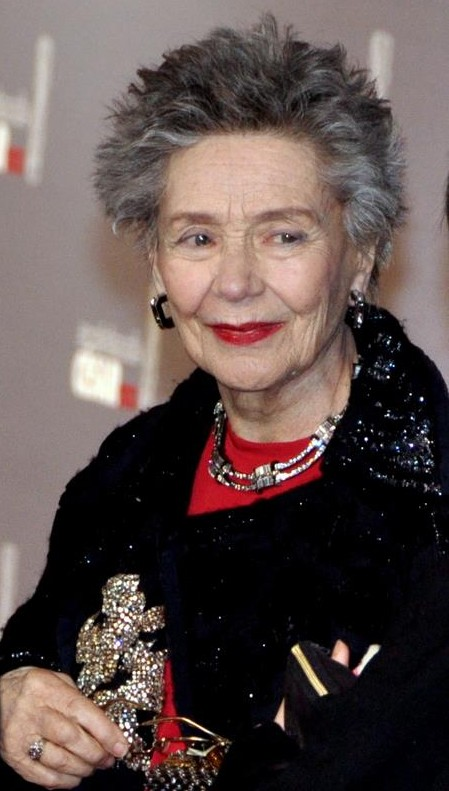
Emmanuelle Riva (1927–2017)

- Riva, Enrico (* 1948), Schweizer Rechtswissenschaftler
- Riva, Federico (* 2000), italienischer Leichtathlet
- Riva, Ferdinando (1930–2014), Schweizer Fussballspieler
- Riva, Gian Pietro (1696–1785), Schweizer Schulleiter und Übersetzer
- Riva, Giovanni Battista (1800–1847), Schweizer Anwalt, Politiker, Tessiner Grossrat und Staatsrat
- Riva, Ignacio De la (* 1960), spanischer Herpetologe
- Riva, J. Michael (1948–2012), US-amerikanischer Produktionsdesigner
- Riva, Jana (* 1994), deutsche Schauspielerin und Webvideoproduzentin
- Riva, Lorenzo (1938–2023), italienischer Modedesigner der Haute Couture
- Riva, Luigi (1944–2024), italienischer Fußballspieler
- Riva, Manuela (1939–2000), deutsche Schauspielerin
- Riva, Maria (* 1924), US-amerikanische Autorin und Schauspielerin, Tochter von Marlene DietrichMaria Riva (* 1924)

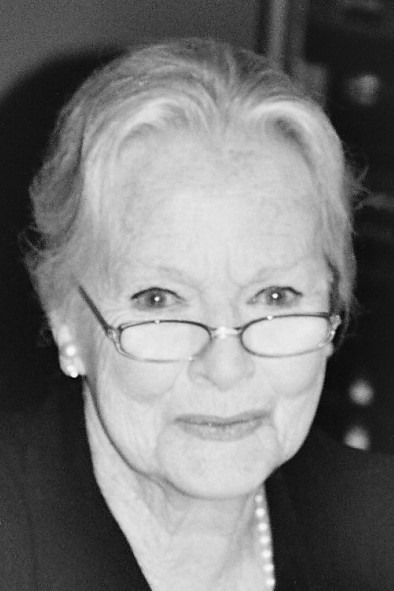
Maria Riva (* 1924)

- Riva, Maria Luisa (* 1978), italienische Skibergsteigerin
- Riva, Mario (1913–1960), italienischer Fernsehmoderator und Schauspieler
- Riva, Pia (* 1935), italienische Skirennläuferin
- Riva, Pietro (* 1997), äthiopisch-italienischer Leichtathlet
- Riva, Waldo (1905–1987), Schweizer Jurist und Politiker
- Riva-Agüero y Looz, Enrique de la (1857–1930), peruanischer Politiker und Diplomat
- Riva-Rocci, Scipione (1863–1937), italienischer Arzt
- Rivabella, Giuseppe († 1919), italienischer Sportschütze und Ingenieur
- Rivadavia, Bernardino (1780–1845), argentinischer Staatsmann und erster Präsident Argentiniens
- Rivademar, Rodolfo (1927–2013), argentinischer Segler
- Rivadeneira, José Antonio (1774–1856), spanischer römisch-katholischer Geistlicher und Bischof von Valladolid
- Rivail, Aymar du, französischer Historiker und Rechtshistoriker
- Rivail, Hugo (* 1997), französischer Biathlet
- Rivais, Yak (* 1939), französischer Künstler und Schriftsteller
- Rival Consoles (* 1985), britischer Musikproduzent und DJ
- Rival, Emmanuel (* 1971), französischer Fußballspieler und -trainer
- Rival, Laura, französische Anthropologin
- Rivaldo (* 1972), brasilianischer FußballspielerRivaldo (* 1972)

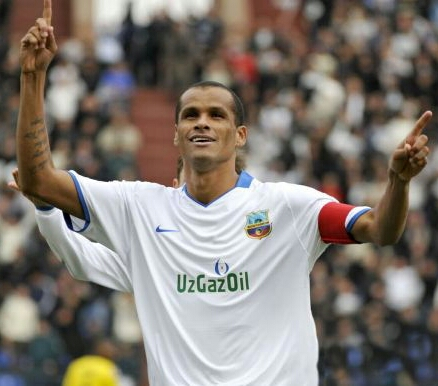
Rivaldo (* 1972)

- Rivaldy, Rinov (* 1999), indonesischer Badmintonspieler
- Rivale, Tiziana (* 1958), italienische Popsängerin
- Rivalier von Meysenbug, Carl (1779–1847), deutscher Politiker und kurhessischer Minister
- Rivalta, Augusto (1835–1925), italienischer Bildhauer
- Rivalta, Claudio (* 1978), italienischer Fußballspieler
- Rivani, Ercole († 1689), italienischer Maler und Architekt
- Rivano, Gabriel (* 1958), argentinischer Tango-Musiker und -Komponist
- Rivard, Sévère (1834–1888), kanadischer Politiker
- Rivarde, Achille (1865–1940), britischer Geiger und Musikpädagoge
- Rivarol, Antoine de (1753–1801), französischer SchriftstellerAntoine de Rivarol (1753–1801)

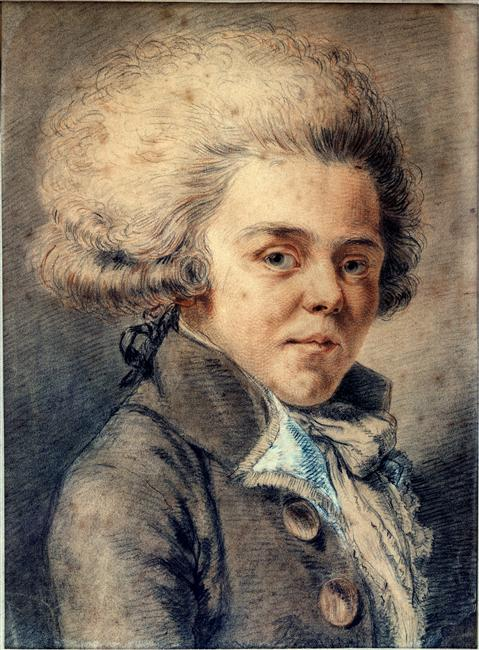
Antoine de Rivarol (1753–1801)

- Rivarola, Agostino (1758–1842), italienischer Geistlicher, päpstlicher Diplomat und Kurienkardinal
- Rivarola, Catalino (* 1965), paraguayischer Fußballspieler
- Rivarola, Cirilo Antonio (1836–1879), paraguayischer Politiker
- Rivarola, Diego (* 1976), argentinisch-chilenischer Fußballspieler
- Rivarola, Domenico (1575–1627), Bischof und Kardinal
- Rivarola, Ottavio (1595–1651), italienischer Bischof
- Rivart, Julien-Nicolas (1802–1867), französischer Kunsttischler und Porzellanmaler
- Rivas Durán, Lisandro Alirio (* 1969), venezolanischer römisch-katholischer Ordensgeistlicher, Bischof von San Cristóbal de Venezuela
- Rivas López, María Agustina (1920–1990), peruanische römisch-katholische Ordensschwester und Märtyrerin
- Rivas Martínez, Salvador (1935–2020), spanischer Botaniker
- Rivas Mercado, Antonieta (1900–1931), mexikanische Intellektuelle, Autorin, Frauenrechtlerin und Kunstmäzenin
- Rivas Mercado, Antonio (1853–1927), mexikanischer Architekt und Bauingenieur
- Rivas Pastor, Manuel (* 1960), spanischer Schachspieler
- Rivas Santos, Fabio Mamerto (1932–2018), dominikanischer Ordensgeistlicher, römisch-katholischer Bischof von Barahona
- Rivas Toft, Mathilde (* 1997), norwegische Handballspielerin
- Rivas, Adonis (* 1972), nicaraguanischer Boxer
- Rivas, Alberto (1930–1992), argentinischer Tangosänger
- Rivas, Ángela (* 1989), kolumbianische Kugelstoßerin
- Rivas, Carlos (1925–2003), US-amerikanischer Schauspieler
- Rivas, Carlos, US-amerikanischer Filmtechniker bei MGM
- Rivas, Carlos (* 1953), chilenischer Fußballspieler
- Rivas, Carolina (* 1978), dominikanische Sängerin, Schauspielerin und Theaterproduzentin
- Rivas, Christopher, US-amerikanischer Schauspieler
- Rivas, Claudia (* 1989), mexikanische Triathletin
- Rivas, David (* 1978), spanischer Fußballspieler
- Rivas, Domingo (1933–2020), venezolanischer Radrennfahrer
- Rivas, Elsa (1925–2010), argentinische Tangosängerin
- Rivas, Emanuel (* 1983), argentinischer Fußballspieler
- Rivas, Enrique, mexikanischer Fußballspieler
- Rivas, Érica (* 1974), argentinische Schauspielerin, Komikerin und Produzentin
- Rivas, Estela (* 1988), dominikanisches Model
- Rivas, Eva (* 1987), russisch-armenische Sängerin
- Rivas, Fernando (* 1952), US-amerikanischer Komponist
- Rivas, Francisco (1924–2020), costa-ricanischer Fußballspieler
- Rivas, Gabriel (* 1986), französischer Skirennläufer
- Rivas, Gelmin (* 1989), venezolanischer Fußballspieler
- Rivas, George (1970–2012), amerikanischer Gefängnisinsasse
- Rivas, José Arturo (* 1984), mexikanischer Fußballspieler
- Rivas, Lázaro (1975–2013), kubanischer Ringer
- Rivas, Luz (* 1974), US-amerikanische Politikerin
- Rivas, Manuel (* 1957), galicischer Autor, Poet und Journalist
- Rivas, Marcos (1947–2024), mexikanischer Fußballspieler
- Rivas, María (1960–2019), venezolanische Sängerin und Komponistin
- Rivas, María Teresa (1918–2010), mexikanische Schauspielerin
- Rivas, Mariano, spanischer Dirigent
- Rivas, Martín (* 1992), uruguayischer Fußballspieler
- Rivas, Martiño (* 1985), spanischer SchauspielerMartiño Rivas (* 1985)

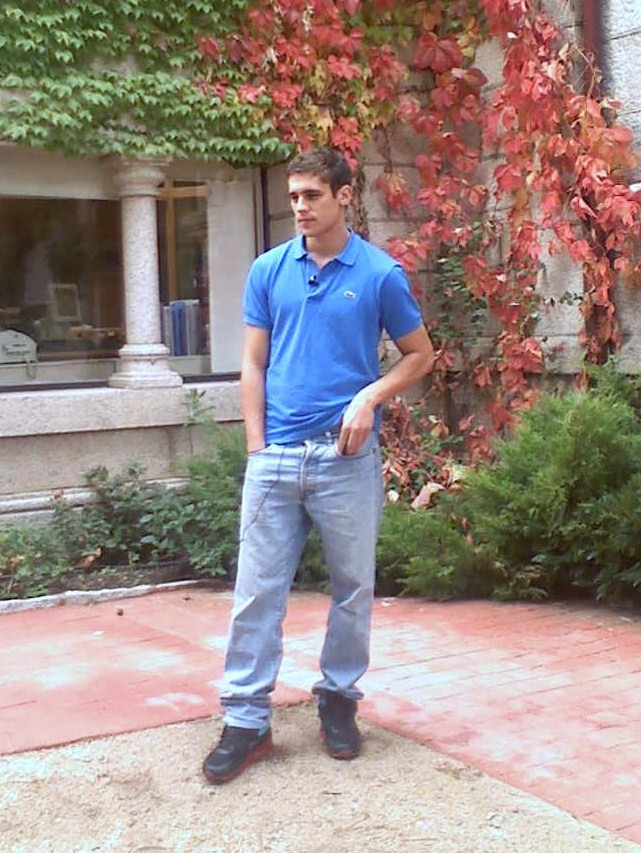
Martiño Rivas (* 1985)

- Rivas, Nelson (* 1983), kolumbianischer Fußballspieler
- Rivas, Óscar (* 1987), kolumbianischer Boxer
- Rivas, Osvaldo (* 1936), argentinischer Tangosänger
- Rivas, Patricio († 1867), nicaraguanischer Politiker, Supremo Director (1840–1841)
- Rivas, Robert (* 1946), trinidadischer Ordensgeistlicher, römisch-katholischer Erzbischof von Castries
- Rivas, Roberto (1941–1972), salvadorianischer Fußballspieler
- Rivas, Samuel (1957–2023), mexikanischer Fußballspieler
- Rivas, Victoriano (* 1980), spanischer Fußballspieler und -trainer
- Rivasi, Michèle (1953–2023), französische Politikerin (Europe Écologie-Les Verts), MdEP
- Rivasseau, Vincent (* 1955), französischer mathematischer Physiker
- Rivasz-Tóth, Norbert (* 1996), ungarischer Leichtathlet
- Rivato, Angelo Maria (1924–2011), italienischer Ordensgeistlicher, römisch-katholischer Bischof von Ponta de Pedras
- Rivau, Jean du (1903–1970), französischer Theologe und Autor
- Rivaud, Albert (1876–1955), französischer Altphilologe, Philosoph und Politiker
- Rivaudeau, André de († 1580), französischer Dichter und Dramatiker
- Rivaz, Alice (1901–1998), Schweizer Schriftstellerin
- Rivaz, Dominique de (* 1953), Schweizer Filmemacherin, Drehbuchautorin und Schriftstellerin
- Rivaz, Isaac de (1752–1828), französischer Politiker, Staatskanzler, Abgeordneter und Unternehmer

### Rive
- Rive, Almeda (* 1986), kanadische Endurosportlerin
- Rive, Auguste Arthur de la (1801–1873), Schweizer Physiker
- Rive, Bernhard (1824–1884), deutscher Prediger und Theologe
- Rive, Charles-Gaspard De la (1770–1834), Schweizer Chemiker und Psychiater
- Rive, Jean-Joseph (1730–1791), französischer Bibliothekar und Autor
- Rive, Joey (* 1963), US-amerikanischer Tennisspieler
- Rive, Kenneth (1918–2002), britischer Kinderdarsteller, Filmverleiher und Filmproduzent
- Rive, Lucien de la (1834–1924), Schweizer Physiker

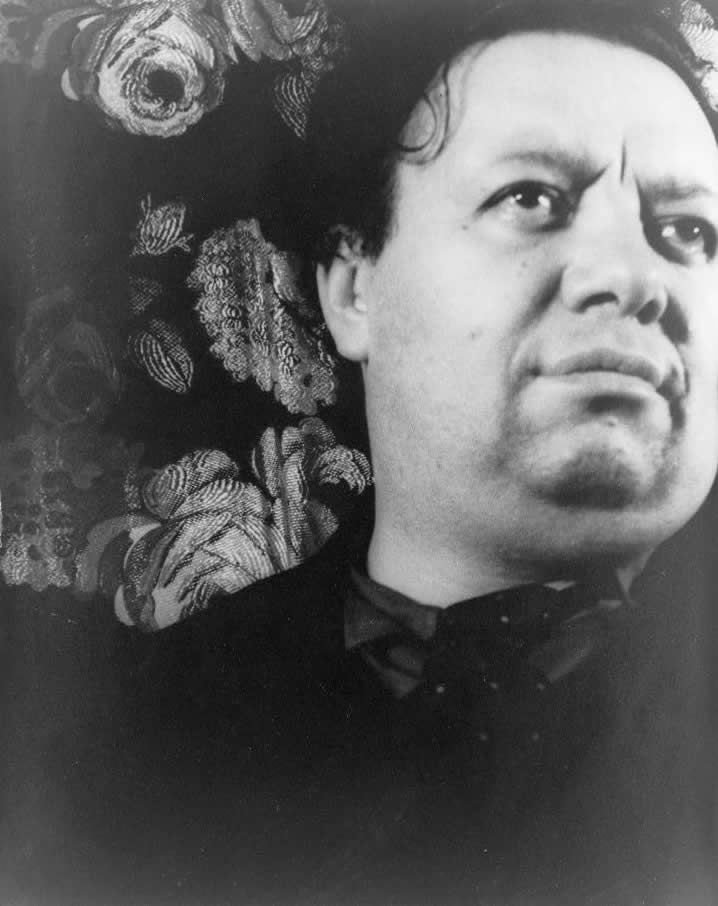
Diego Rivera (1886–1957)

- Rive, Lyndon (* 1977), US-amerikanischer Unternehmer und Solarpionier
- Rive, Peter, US-amerikanischer Serienunternehmer
- Rive, Pierre-Louis de la (1753–1817), Schweizer Maler und Zeichner
- Rive, Richard († 1989), südafrikanischer Schriftsteller
- Rive, Richard Robert (1864–1947), deutscher Politiker (DNVP), Oberbürgermeister von Halle (Saale)
- Rive, Roberto, britischer Fotograf
- Riveiro, Armando (* 1971), spanischer Fußballspieler
- Rivel, Charlie (1896–1983), spanischer ClownCharlie Rivel (1896–1983)

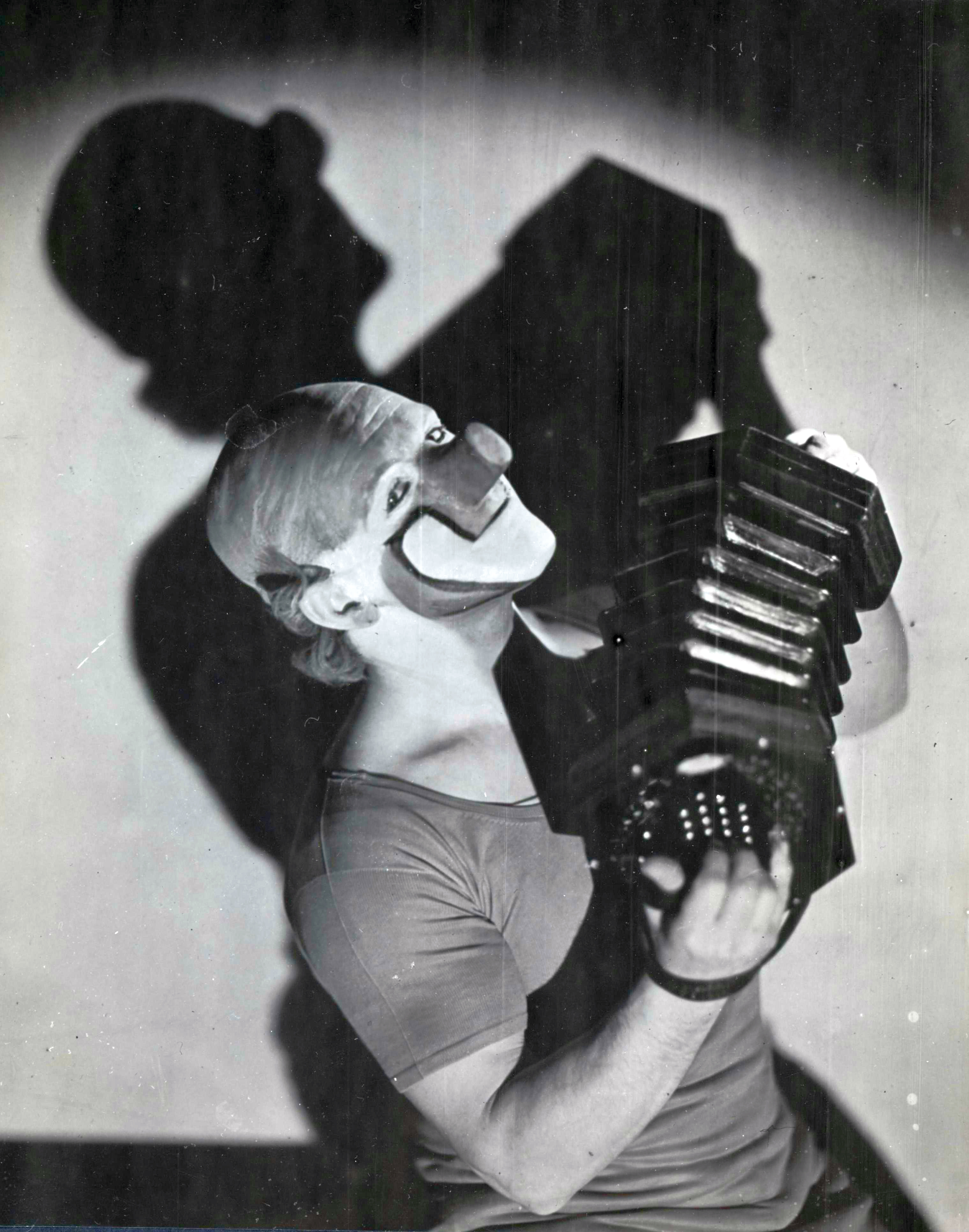
Charlie Rivel (1896–1983)

- Rivele, Stephen J. (1949–2024), US-amerikanischer Schriftsteller und Drehbuchautor
- Riveline, Claude (1936–2024), französischer Wirtschaftswissenschaftler (Bergbau)
- Rivelino, Roberto (* 1946), brasilianischer Fußballspieler
- Rivell, Jenn (* 1973), US-amerikanische Schauspielerin
- Rivella, Mauro (* 1963), italienischer Geistlicher und Sekretär der Güterverwaltung des Apostolischen Stuhls
- Rivelles, Amparo (1925–2013), spanische Schauspielerin
- Rivelli, Naike (* 1974), italienische Schauspielerin und Model
- Rivellini, Enzo (* 1955), italienischer Politiker (Popolo della Libertà), MdEP
- Rivenus, Wilhelm († 1555), deutscher Pädagoge der Reformationszeit, Rektor in Lübeck und Magdeburg
- River, Jordan (* 1976), italienischer Filmregisseur und Drehbuchautor
- Rivera Álvarez, Bernardino (1925–2010), bolivianischer Ordensgeistlicher, Weihbischof in Potosí
- Rivera Bragas, Joaquín (1795–1845), Staatschef der Provinz Honduras in der zentralamerikanische Konföderation
- Rivera Cabezas, Antonio (1785–1851), guatemaltekischer Staatschef
- Rivera Carballo, Julio Adalberto (1921–1973), salvadorianischer Politiker
- Rivera Carrera, Norberto (* 1942), mexikanischer Geistlicher, emeritierter römisch-katholischer Erzbischof von Mexiko-Stadt und Kardinal
- Rivera Cusicanqui, Silvia (* 1949), bolivianische Soziologin und Historikerin
- Rivera de la Cruz, Marta (* 1970), spanische Schriftstellerin, Politikerin und Journalistin
- Rivera Garza, Cristina (* 1964), mexikanische Soziologin, Historikerin und SchriftstellerinCristina Rivera Garza (* 1964)

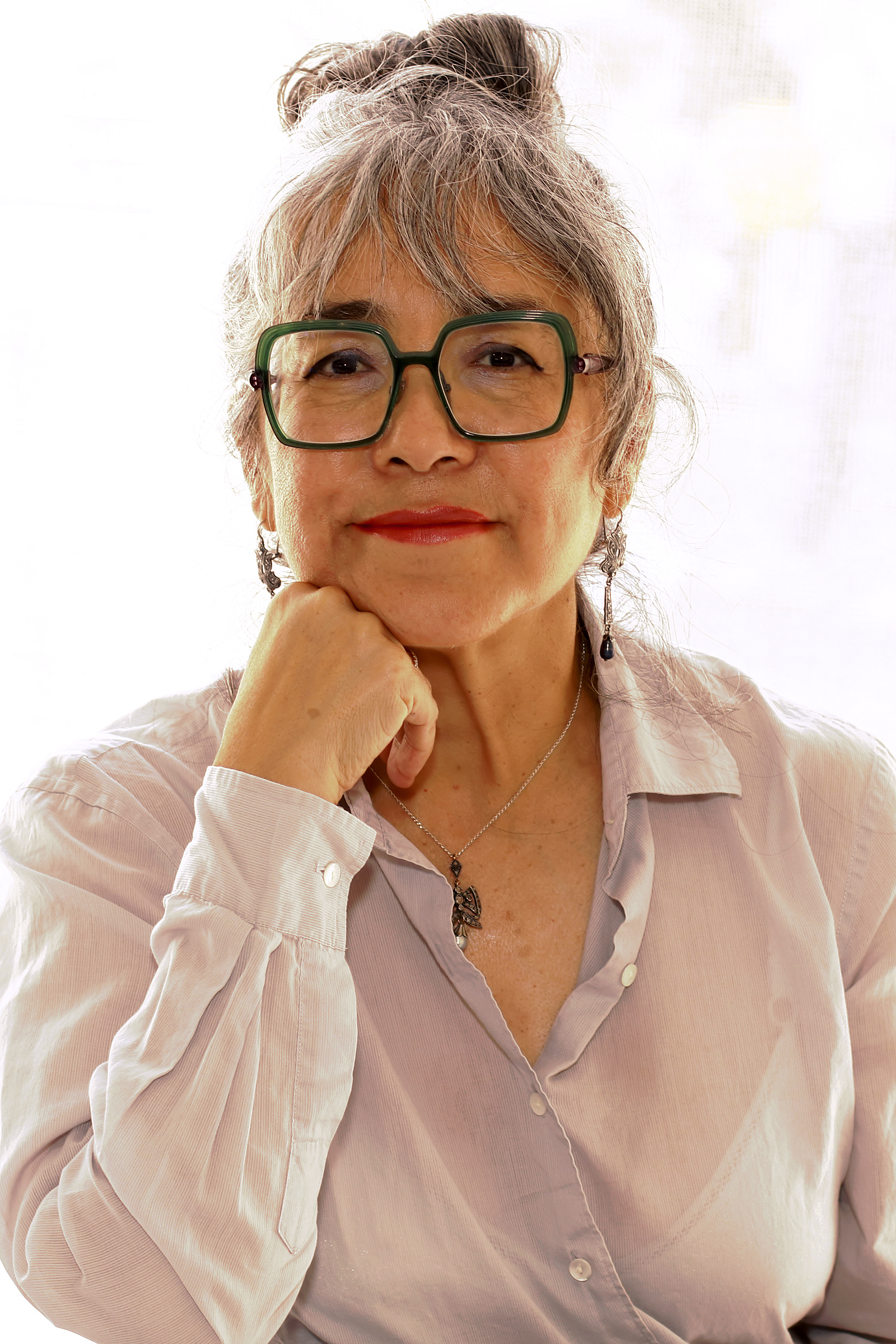
Cristina Rivera Garza (* 1964)

- Rivera Gómez, Gonzalo de Jesús (1933–2019), kolumbianischer Geistlicher, römisch-katholischer Weihbischof Medellín
- Rivera Letelier, Hernán (* 1950), chilenischer Autor
- Rivera López, Valero (* 1953), spanischer Handballspieler und -trainer
- Rivera Mejía, Pedro José (1906–1987), römisch-katholischer Geistlicher
- Rivera Mendoza, Zuleyka (* 1987), puerto-ricanische Schönheitskönigin
- Rivera Meza, Nemesio (1918–2007), peruanischer Geistlicher, Bischof von Cajamarca
- Rivera Montoya, Pascual Benjamín (* 1964), mexikanischer römisch-katholischer Ordensgeistlicher, Prälat von Huamachuco
- Rivera Morales, Tomás (1927–2001), puerto-ricanischer Sänger und Komponist
- Rivera Olmedo, Olatz (* 1996), spanische Fußballschiedsrichterin
- Rivera Paz, Mariano (1804–1849), guatemaltekischer Präsident
- Rivera Pérez, Francisco (1948–1984), spanischer ToreroFrancisco Rivera Pérez (1948–1984)

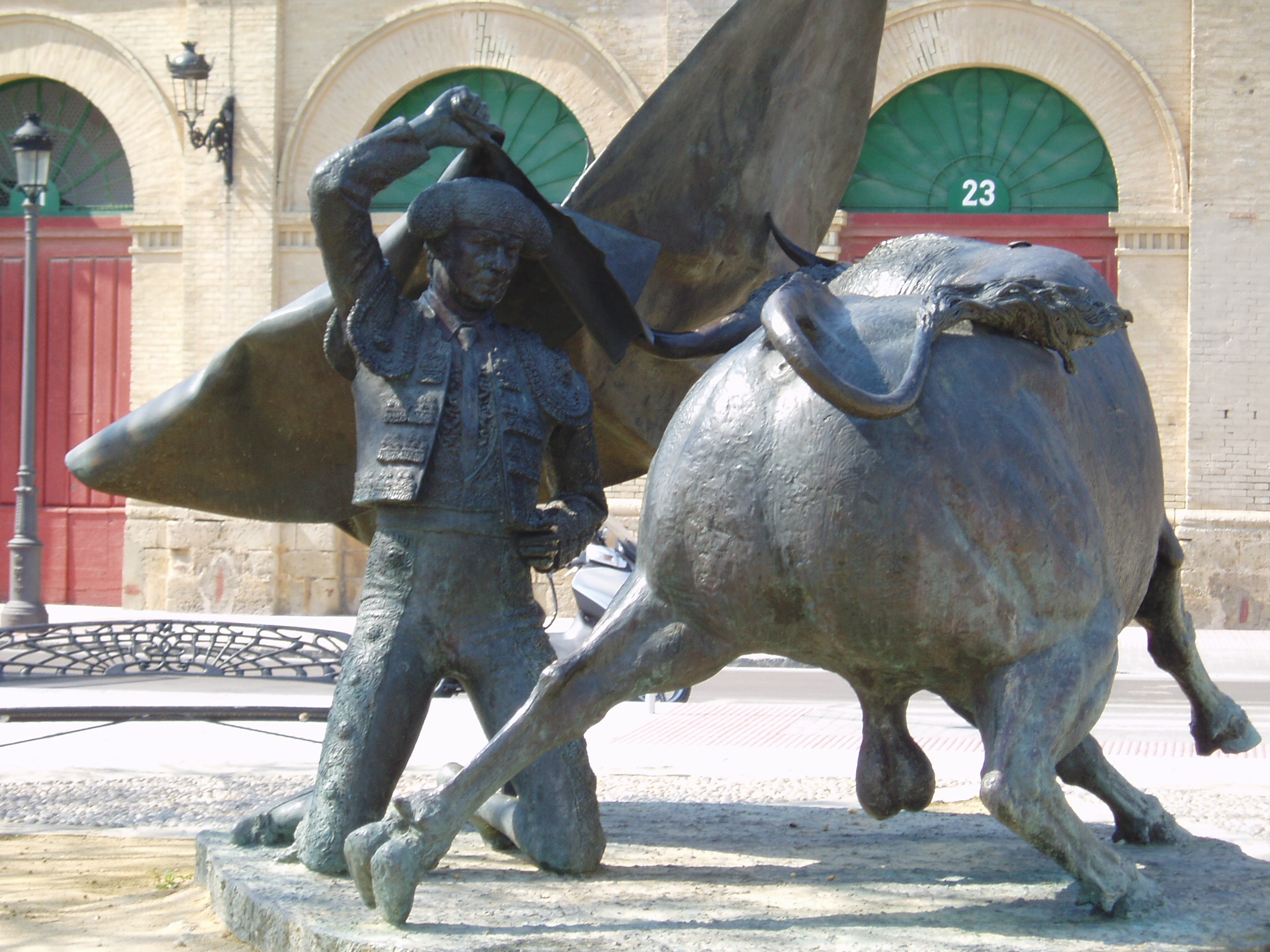
Francisco Rivera Pérez (1948–1984)

- Rivera Pérez, Héctor Manuel (1933–2019), puerto-ricanischer Geistlicher, römisch-katholischer Weihbischof in San Juan de Puerto Rico
- Rivera Pizarro, Alberto (* 1978), spanischer Fußballspieler
- Rivera Sánchez, Francisco Daniel (1955–2021), mexikanischer Ordensgeistlicher und römisch-katholischer Weihbischof in Mexiko-Stadt
- Rivera Schreiber, Ricardo (1892–1969), peruanischer Diplomat und Politiker
- Rivera Soto, Kattia (* 1971), costa-ricanische Politikerin
- Rivera Toledo, Pedro (1942–2025), puerto-ricanischer Komponist, Arrangeur, Saxophonist und Dirigent
- Rivera Vieco, Jonathan (* 1979), spanischer Handballspieler
- Rivera Vielma, Alexander (* 1974), venezolanischer römisch-katholischer Geistlicher, Bischof von San Carlos de Venezuela
- Rivera y Damas, Arturo (1923–1994), salvadorianischer Geistlicher, Erzbischof von San Salvador
- Rivera y Moncada, Fernando († 1781), Gouverneur von Oberkalifornien
- Rivera y Muñoz, Manuel (1859–1914), mexikanischer Geistlicher und römisch-katholischer Bischof von Querétaro
- Rivera Zea, Tarcila (* 1950), peruanische Menschenrechtsaktivistin, Frauenrechtlerin und Politikerin
- Rivera, Albert (* 1979), spanischer Anwalt und Politiker der Partei Ciudadanos
- Rivera, Alberto Romero (1935–1997), spanischer Aktivist gegen die katholische Kirche
- Rivera, Andrés (1928–2016), argentinischer Journalist und Schriftsteller
- Rivera, Angélica (* 1969), mexikanische Schauspielerin in Telenovelas
- Rivera, Annia (* 1991), kubanische Wasserspringerin
- Rivera, Antonio (1963–2005), puerto-ricanischer Boxer im Federgewicht und Linksausleger
- Rivera, Aurelio (* 1965), mexikanischer Fußballspieler und -trainer
- Rivera, Bernabé (* 1900), paraguayischer Fußballspieler
- Rivera, Brandon (* 1996), kolumbianischer Radrennfahrer
- Rivera, Brent (* 1998), amerikanischer Schauspieler und Social-Media-Persönlichkeit
- Rivera, Carlos (* 1986), mexikanischer Sänger
- Rivera, Carmen (* 1974), deutsches Fotomodell und ModeratorinCarmen Rivera (* 1974)
- Rivera, Cecilia, Schauspielerin

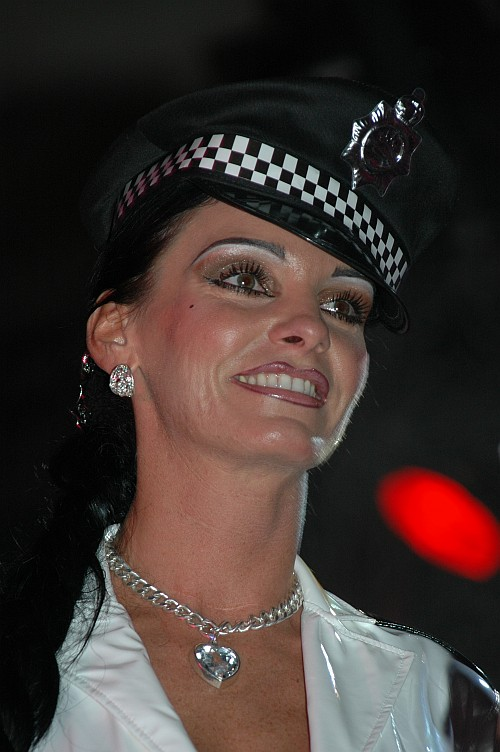
Carmen Rivera (* 1974)

- Rivera, Chita (1933–2024), US-amerikanische Schauspielerin, Sängerin und Tänzerin
- Rivera, Danny (* 1945), puerto-ricanischer Sänger
- Rivera, David (* 1965), US-amerikanischer Politiker
- Rivera, Diego (1886–1957), mexikanischer MalerDiego Rivera (1886–1957)
- Rivera, Diego (* 1977), US-amerikanischer Jazzmusiker (Saxophon)
- Rivera, Doriana (* 1977), peruanische Badmintonspielerin
- Rivera, Edgar (* 1991), mexikanischer Leichtathlet
- Rivera, Elena (* 1992), spanische Schauspielerin
- Rivera, Emilio (* 1961), US-amerikanischer Schauspieler und Comedian
- Rivera, Evelin (* 1997), kolumbianische Sprinterin
- Rivera, Fernanda (* 1991), mexikanische Handballspielerin
- Rivera, Filiberto (* 1982), puerto-ricanischer Basketballspieler
- Rivera, Francesco, italienischer Straßenradrennfahrer
- Rivera, Frank (1928–2013), puerto-ricanischer Sprinter und Mittelstreckenläufer
- Rivera, Gabriela (* 2001), guatemaltekische Tennisspielerin
- Rivera, Geraldo (* 1943), US-amerikanischer Rechtsanwalt, Journalist, Autor, Reporter und TV-Moderator
- Rivera, Gianni (* 1943), italienischer Fußballspieler und Politiker, MdEPGianni Rivera (* 1943)

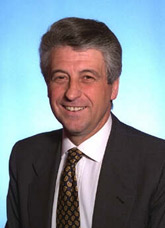
Gianni Rivera (* 1943)

- Rivera, Hezly (* 2008), US-amerikanische Turnerin
- Rivera, Ismael (1931–1987), puerto-ricanischer Sänger
- Rivera, Jenni (1969–2012), mexikanisch-amerikanische Sängerin
- Rivera, Jerry (* 1973), puerto-ricanischer Salsa-Sänger
- Rivera, John (* 1998), puerto-ricanischer Leichtathlet
- Rivera, Johnny, puerto-ricanischer Salsamusiker
- Rivera, Jonas (* 1971), US-amerikanischer Filmproduzent, Produktionsmanager, Schauspieler und Synchronsprecher
- Rivera, José (* 1955), puerto-ricanischer Dramatiker und Drehbuchautor
- Rivera, José (* 1962), spanischer Skispringer
- Rivera, José (* 1997), peruanischer Fußballspieler
- Rivera, Jose Antonio (* 1973), US-amerikanischer Boxer mit puerto-ricanischem Hintergrund
- Rivera, José Eustasio (1888–1928), kolumbianischer Autor
- Rivera, José Fructuoso (1784–1854), uruguayischer General und Politiker
- Rivera, Josh Andrés (* 1995), US-amerikanischer Schauspieler
- Rivera, Juan (* 1959), chilenischer Fußballspieler
- Rivera, Kevin (* 1998), costa-ricanischer Radrennfahrer
- Rivera, Leyton (* 2001), norwegischer Tennisspieler
- Rivera, Lo (* 1988), deutsche Schauspielerin und Synchronsprecherin
- Rivera, Luis (* 1987), mexikanischer Weitspringer
- Rivera, Luís Armando (1901–1986), dominikanischer Komponist, Pianist und Geiger
- Rivera, Luis Muñoz (1859–1916), puerto-ricanischer Dichter, Journalist und Politiker
- Rivera, Luis Niño de (* 1946), mexikanischer Wasserspringer und Bankmanager
- Rivera, Mabel (* 1952), spanische Schauspielerin
- Rivera, Manuel (1927–1995), spanischer Maler
- Rivera, Mariano (* 1969), panamaischer Baseballspieler
- Rivera, Marika (1919–2010), französische Schauspielerin
- Rivera, Mark (* 1953), US-amerikanischer Rockmusiker und MusikregisseurMark Rivera (* 1953)

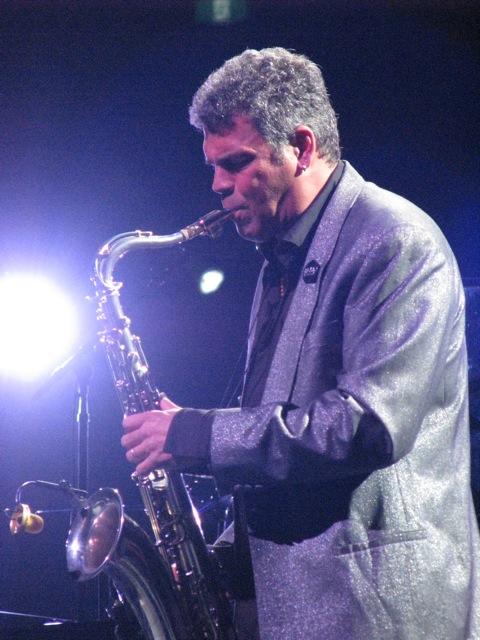
Mark Rivera (* 1953)

- Rivera, Mauricio (* 2004), bolivianischer Leichtathlet
- Rivera, Maxence (* 2002), französischer Fußballspieler
- Rivera, Mayra (* 1968), US-hispanische Theologin
- Rivera, Mica (* 2000), peruanisch-US-amerikanische Langstreckenläuferin
- Rivera, Naya (1987–2020), US-amerikanische SchauspielerinNaya Rivera (1987–2020)

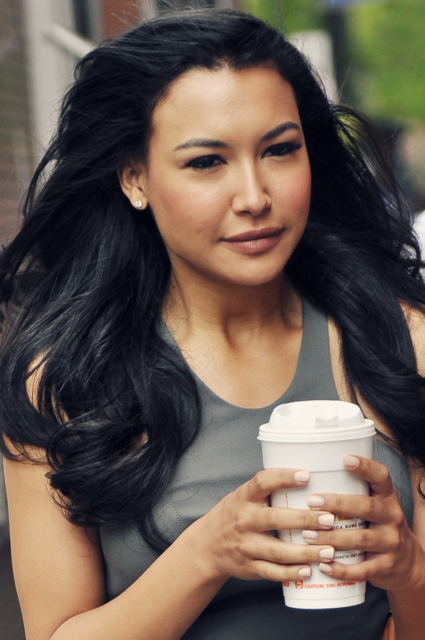
Naya Rivera (1987–2020)

- Rivera, Nedi (* 1946), US-amerikanische anglikanische Bischöfin
- Rivera, Óscar (* 1989), kolumbianischer Straßenradrennfahrer
- Rivera, Oscar López (* 1943), puerto-ricanischer Aktivist
- Rivera, Rafael, mexikanischer Scout
- Rivera, Rafael (1925–1991), mexikanischer Fußballspieler
- Rivera, Ray (* 1929), US-amerikanischer Jazzmusiker, Sänger und Songwriter
- Rivera, Renato (* 1985), mexikanischer Fußballspieler
- Rivera, René (* 1983), puerto-ricanischer Baseballspieler
- Rivera, Reynaldo (* 1978), philippinischer Dartspieler
- Rivera, Robbie (* 1973), puerto-ricanischer DJ
- Rivera, Rodrigo (* 1963), kolumbianischer Politiker und Diplomat
- Rivera, Rodrigo (* 1983), chilenischer Fußballspieler
- Rivera, Ron (* 1962), US-amerikanischer Football-Trainer
- Rivera, Rubén (* 1985), spanischer Fußballspieler
- Rivera, Sylvia (1951–2002), US-amerikanische Aktivistin für Homosexuellen- und Transgender-Rechte
- Rivera, Urbano (1926–2002), uruguayischer Fußballspieler
- Rivera, Valero (* 1985), spanischer Handballspieler
- Rivera, Walther Klug (* 1951), deutsch-chilenischer Ex-Offizier
- Rivera, Wilma, puerto-ricanisch-kubanische Schauspielerin, Synchronsprecherin und Filmschaffende
- Rivera, Yankiel (* 1997), puerto-ricanischer Boxer im Fliegengewicht
- Rivera-Ortiz, Manuel (* 1968), US-amerikanischer Fotograf
- Riverbend, Pseudonym der Autorin des Blogs Baghdad Burning
- Rivero Baute, Paulino (* 1952), spanischer Politiker
- Rivero de la Calle, Manuel Fermín (1926–2001), kubanischer Anthropologe und Paläontologe
- Rivero Hernández, Vladimir (1971–2004), kubanischer Handballspieler
- Rivero Méndez, Ángel (1856–1930), puerto-ricanischer Soldat, Schriftsteller, Journalist und Geschäftsmann
- Rivero Serrano, Octavio (1929–2022), mexikanischer Pneumologe und Rektor der UNAM
- Rivero, Brandon (* 2001), uruguayischer Laiendarsteller und Webvideoproduzent
- Rivero, Calu (* 1987), argentinische Filmschauspielerin, Model und Designerin
- Rivero, Carlos (* 1994), spanischer Eishockeyspieler
- Rivero, César, argentinischer Autorennfahrer
- Rivero, Claudia (* 1986), peruanische Badmintonspielerin
- Rivero, Claudio (* 1985), uruguayischer Fußballspieler
- Rivero, Edmundo (1911–1986), argentinischer Tangosänger
- Rivero, Eliseo (* 1957), uruguayischer Fußballspieler
- Rivero, Gaston (* 1978), uruguayisch-US-amerikanischer Opernsänger (Tenor)
- Rivero, Guillermo (1902–1959), chilenischer Fußballspieler
- Rivero, Horacio Jr. (1910–2000), US-amerikanischer Admiral der US Navy und Botschafter
- Rivero, Ignacio (* 1992), uruguayischer Fußballspieler
- Rivero, Inés (* 1975), argentinisches Model
- Rivero, Ismael, uruguayischer Fußballspieler
- Rivero, Jessica (* 1995), spanische Volleyballspielerin
- Rivero, Jorge (* 1938), mexikanischer SchauspielerJorge Rivero (* 1938)

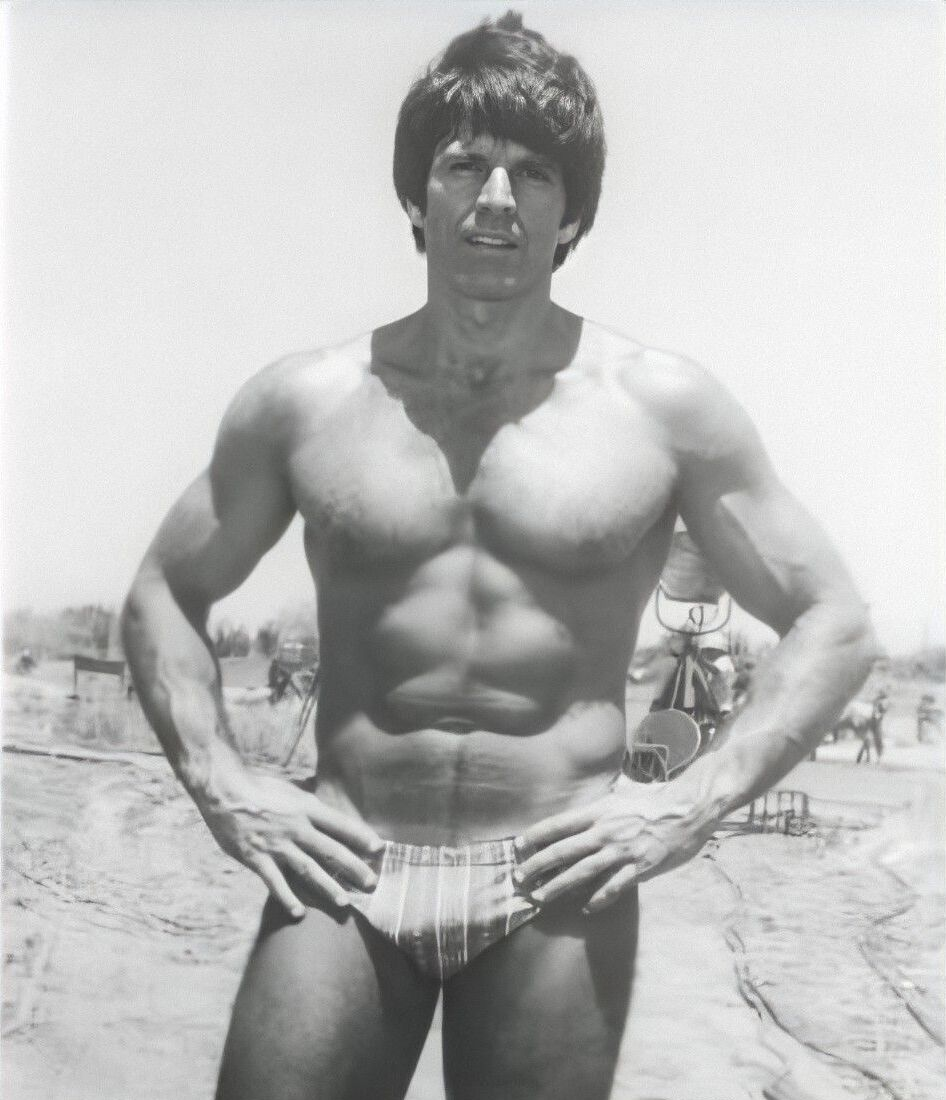
Jorge Rivero (* 1938)

- Rivero, Juan A. (1923–2014), puerto-ricanischer Zoologe
- Rivero, Leonardo (* 1983), uruguayischer Fußballspieler
- Rivero, Octavio (* 1992), uruguayischer Fußballspieler
- Rivero, Otto (* 1968), kubanischer Politiker
- Rivero, Raúl (1945–2021), kubanisch-spanischer Journalist und Dissident
- Rivero, Rodrigo (* 1995), uruguayischer Fußballspieler
- Rivero, Saúl (1954–2022), uruguayischer Fußballspieler und -trainer
- Rivero, Valeria (* 1984), peruanische Badmintonspielerin
- Rivero, Víctor (* 1980), chilenischer Fußballspieler
- Rivero, Xiomara (* 1968), kubanische Speerwerferin
- Riverola, Martí (* 1991), spanischer Fußballspieler
- Riverón Cortina, Salvador Emilio (1948–2004), kubanischer Geistlicher, Weihbischof in San Cristóbal de la Habana
- Riverón, Alberto (* 1960), kubanisch-US-amerikanischer NFL-Schiedsrichter
- Riveros Díaz, Bárbara (* 1987), chilenische Triathletin
- Riveros, Blás (* 1998), paraguayischer Fußballspieler
- Riveros, Cristian (* 1982), paraguayischer Fußballspieler
- Riveros, Jaime (* 1970), chilenischer Fußballspieler
- Riveros, Luis (* 1998), paraguayischer Fußballspieler
- Riveros, Miguel (* 1976), chilenischer Comiczeichner und Illustrator
- Rivers, Austin (* 1992), US-amerikanischer Basketballspieler
- Rivers, Boyd (1934–1993), US-amerikanischer Sänger und Gitarrist des Gospel Blues
- Rivers, Caryl (* 1937), US-amerikanische Schriftstellerin, Journalistin und Professorin
- Rivers, Christian, neuseeländischer Filmtechniker und Regisseur
- Rivers, Clarence (1931–2004), amerikanischer Geistlicher, Komponist und Autor
- Rivers, David (* 1965), US-amerikanischer Basketballspieler
- Rivers, Dick (1945–2019), französischer Sänger und Schauspieler
- Rivers, Doc (* 1961), US-amerikanischer Basketballspieler und -trainer
- Rivers, Eurith D. (1895–1967), US-amerikanischer Politiker
- Rivers, Francine (* 1947), US-amerikanische Schriftstellerin
- Rivers, Jamie (* 1975), kanadischer Eishockeyspieler und -trainer
- Rivers, Jase, britischer Schauspieler und Musiker
- Rivers, Joan (1933–2014), US-amerikanische EntertainerinJoan Rivers (1933–2014)

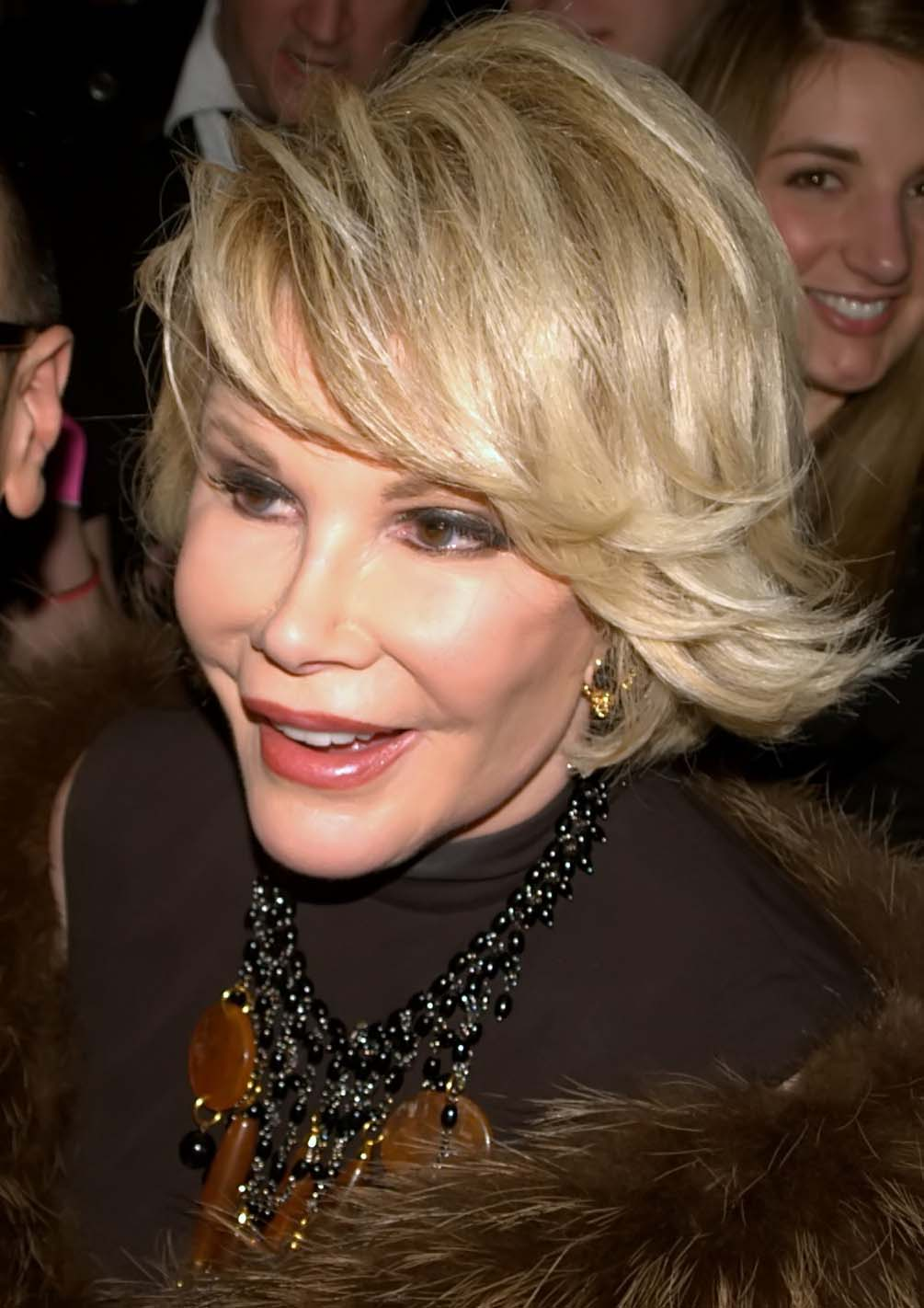
Joan Rivers (1933–2014)

- Rivers, Johnny (* 1942), US-amerikanischer Rock'n'Roll-Musiker
- Rivers, K. C. (* 1987), US-amerikanischer Basketballspieler
- Rivers, Krystal (* 1994), US-amerikanische Volleyballspielerin
- Rivers, Larry (1923–2002), US-amerikanischer Musiker und Künstler der Pop Art
- Rivers, Lucius Mendel (1905–1970), US-amerikanischer Politiker
- Rivers, Lynn N. (* 1956), US-amerikanische Politikerin
- Rivers, Mavis (1929–1992), samoanische Sängerin
- Rivers, Petra (* 1952), australische Speerwerferin
- Rivers, Philip (* 1981), US-amerikanischer American-Football-Spieler
- Rivers, Ralph Julian (1903–1976), US-amerikanischer Politiker
- Rivers, Romeo (1907–1986), kanadischer Eishockeyspieler
- Rivers, Sam (1923–2011), US-amerikanischer Jazzmusiker (Tenor- und Sopransaxophon, Piano, Flöte, Komposition)
- Rivers, Sam (* 1977), US-amerikanischer Bassist, Bandmitglied von Limp BizkitSam Rivers (* 1977)

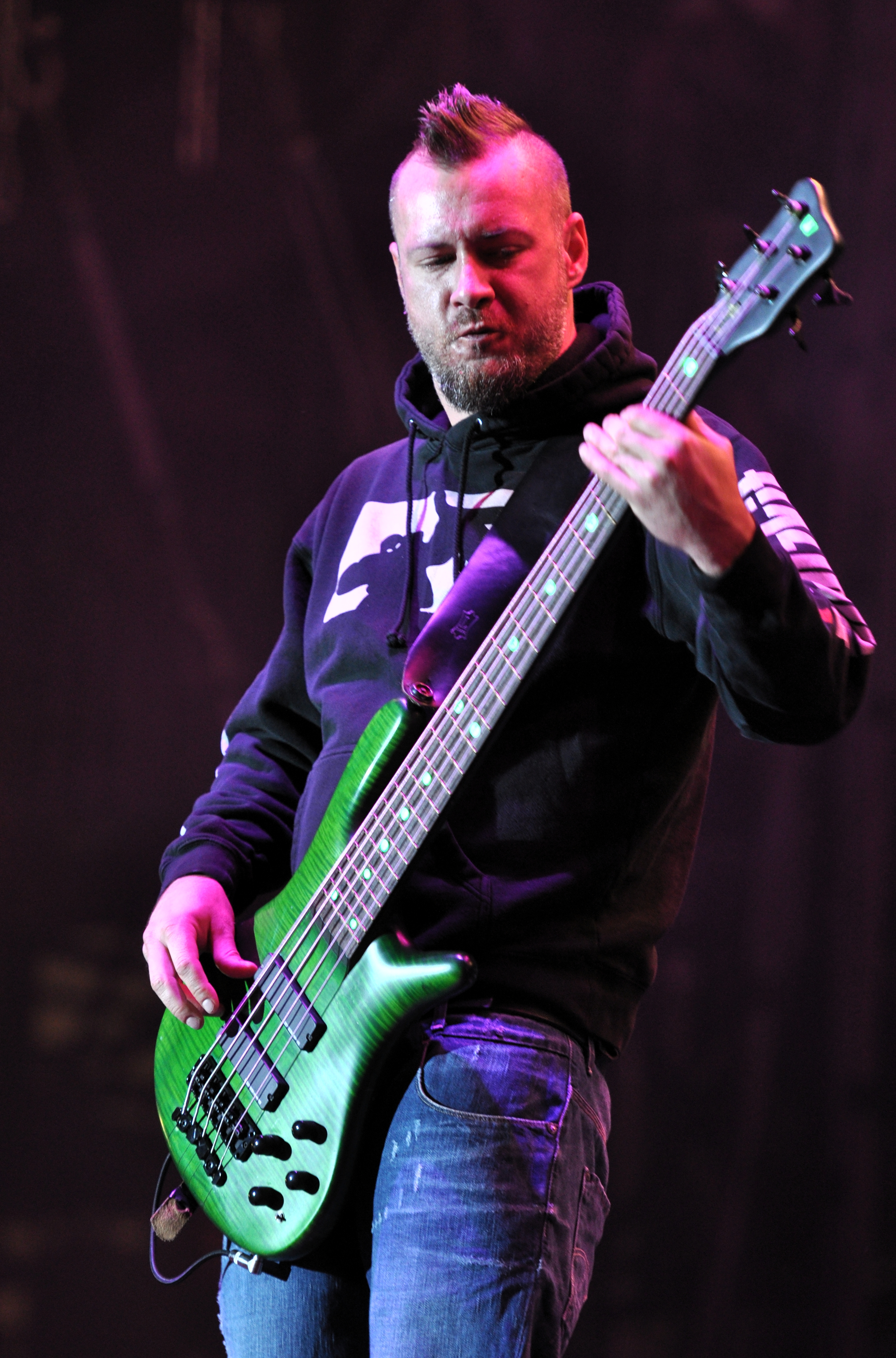
Sam Rivers (* 1977)

- Rivers, Shawn (* 1971), kanadischer Eishockeyspieler
- Rivers, Thomas (1819–1863), US-amerikanischer Politiker
- Rivers, Thomas Milton (1888–1962), US-amerikanischer Bakteriologe und Virologe
- Rivers, Victor (* 1955), kubanisch-amerikanischer Schauspieler und Footballspieler (Miami Dolphins, 1978–1979)
- Rivers, Wally (1922–1998), südafrikanischer Bahnradsportler
- Rivers, William Halse Rivers (1864–1922), britischer Anthropologe, Ethnologe, Neurologe und Psychiater
- Rives, Francis E. (1792–1861), US-amerikanischer Politiker
- Rives, Jean-Pierre (* 1952), französischer Rugbyspieler und Bildhauer
- Rives, Johnny (* 1936), französischer Journalist
- Rives, William Cabell (1793–1868), US-amerikanischer Politiker und Botschafter
- Rives, Zeno J. (1874–1939), US-amerikanischer Politiker
- Rivesjö, Tobias (* 1989), schwedischer Handballspieler
- Rivest, André (* 1942), kanadischer Geistlicher, emeritierter römisch-katholischer Bischof von Chicoutimi
- Rivest, Jasmine (* 2001), kanadische Volleyballspielerin
- Rivest, Léo (1913–1990), kanadischer Schauspieler
- Rivest, Ronald L. (* 1947), amerikanischer Mathematiker und KryptologeRonald L. Rivest (* 1947)

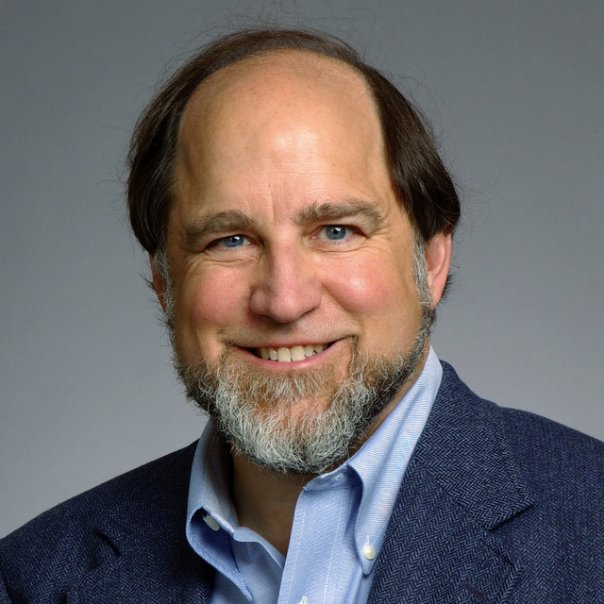
Ronald L. Rivest (* 1947)

- Rivet de La Grange, Antoine (1683–1749), französischer Benediktiner und Literarhistoriker
- Rivet, Craig (* 1974), kanadischer Eishockeyspieler
- Rivet, Élise (1890–1945), französische Nonne, die Flüchtlinge versteckte und der Résistance half
- Rivet, Jared, US-amerikanischer Schauspieler, Drehbuchautor und Filmproduzent
- Rivet, Louis (1883–1958), französischer General und Geheimdienstler
- Rivet, Maria (* 1984), mauritische Fußballschiedsrichterin
- Rivet, Paul (1876–1958), französischer Ethnologe, Arzt und Politiker, Mitglied der Nationalversammlung
- Rivett, David (1885–1961), australischer Chemiker und Wissenschaftsmanager
- Rivett, Sandra (1945–1974), britisches Kindermädchen und Mordopfer
- Rivett-Carnac, Charles (1853–1935), britischer Segler
- Rivett-Carnac, Frances (1874–1962), britische Seglerin
- Rivette, Jacques (1928–2016), französischer Filmregisseur, Drehbuchautor und FilmkritikerJacques Rivette (1928–2016)

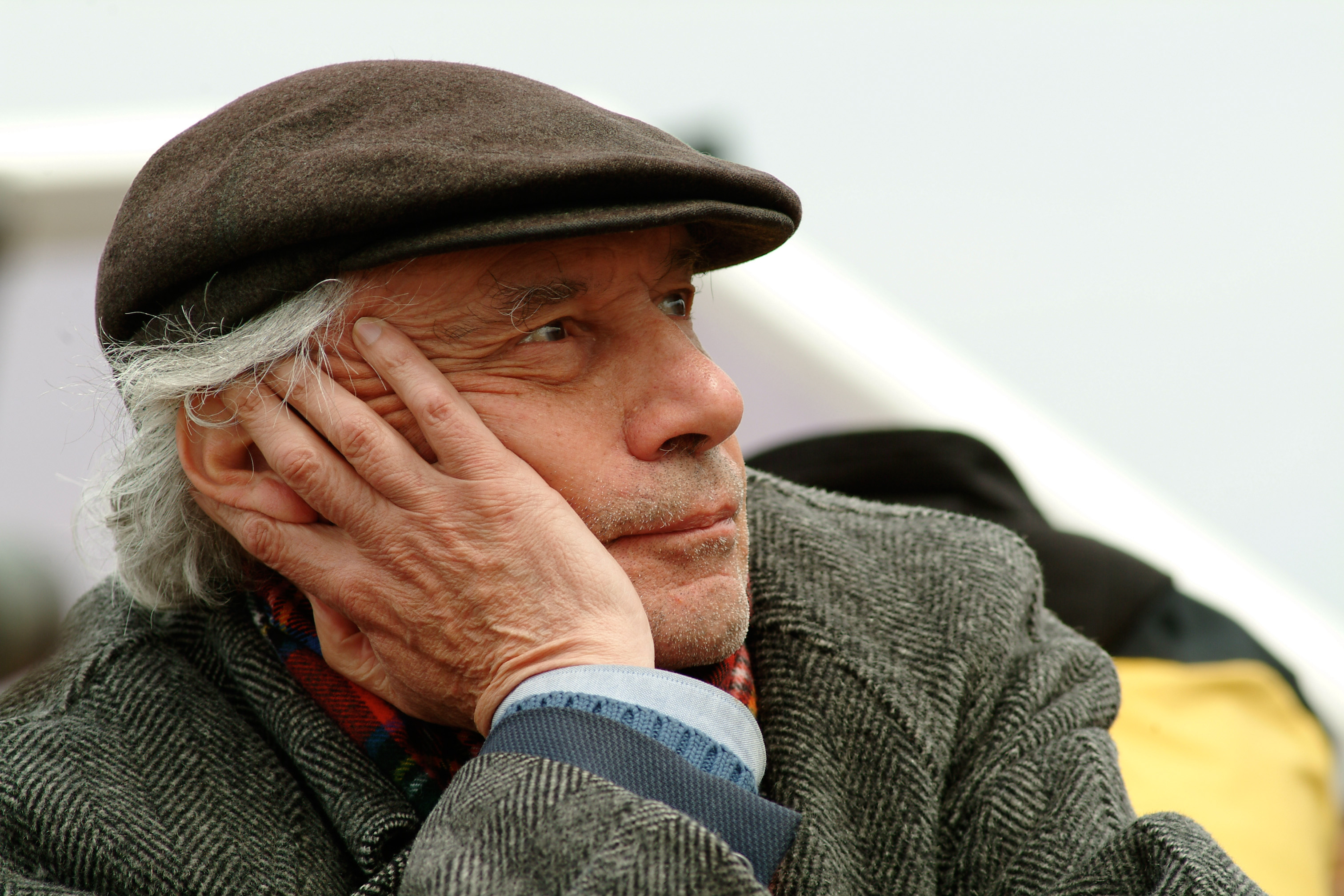
Jacques Rivette (1928–2016)

- Rivetti, Cassio (* 1980), ukrainischer Springreiter
- Rivez, Émile (* 1894), belgischer Langstreckenläufer

### Rivi
- Rivi, Rolando (1931–1945), italienischer Märtyrer und Seliger
- Rivi, Samuele (* 1998), italienischer Radrennfahrer
- Rivi, Stefania (* 1978), italienische Schauspielerin
- Rivić, Stiven (* 1985), kroatischer Fußballspieler
- Rivich, Keith, US-amerikanischer Amateurastronom und Asteroidenentdecker
- Riviello, Roberto (* 1954), italienischer Autor und Filmregisseur
- Rivier, Alphonse (1835–1898), Schweizer Jurist und Rechtshistoriker
- Rivier, André (1914–1973), Schweizer Gräzist
- Rivier, Gerbranda (1780–1838), niederländische Schauspielerin
- Rivier, Hélène (1902–1986), Schweizer Bibliothekarin
- Rivier, Hilletje († 1843), niederländische Schauspielerin
- Rivier, Jean (1896–1987), französischer Komponist
- Rivier, Marie (1768–1838), römisch-katholische Ordensschwester und Ordensgründerin, Selige
- Riviera, Domenico (1671–1752), italienischer Kardinal der Römischen Kirche
- Riviera, Jake (* 1948), britischer Musikmanager
- Rivière, Adriaan la (1857–1941), niederländischer Genremaler
- Rivière, Benoît (* 1954), französischer Geistlicher, römisch-katholischer Bischof von Autun
- Rivière, Briton (1840–1920), britischer Maler und Zeichner
- Rivière, Bureau de la († 1400), Kämmerer des Königs Karl V. und Berater des Königs Karl VI.
- Rivière, Emmanuel (* 1990), französischer Fußballspieler
- Rivière, François (* 1949), französischer Schriftsteller und Comicautor
- Rivière, Georges (1855–1943), französischer Maler, Kunstsammler, Kunstkritiker und Chefredakteur
- Rivière, Georges (1924–2011), französischer Schauspieler
- Rivière, Georges-Henri (1897–1985), französischer Ethnologe, Museologe und Hochschullehrer
- Rivière, Guillaume (1655–1734), französischer Arzt und Naturwissenschaftler
- Rivière, Henri (1864–1951), französischer Künstler und Designer
- Rivière, Jacques (1886–1925), französischer Schriftsteller
- Rivière, James (* 1949), italienischer Künstler und Designer
- Riviere, Jayde (* 2001), kanadische Fußballspielerin
- Rivière, Jean-Pierre (1929–1995), französischer Komponist
- Riviere, Joan (1883–1962), britische Psychoanalytikerin
- Rivière, Jules (1819–1900), französischer Geiger, Fagottist, Dirigent und Komponist
- Rivière, Jules Arnous de (1830–1905), französischer Schachmeister und Schachjournalist
- Rivière, Lazare (1589–1655), französischer Arzt
- Rivière, Marie (* 1956), französische Schauspielerin
- Rivière, Marie-Antoinette (1840–1865), französische Dichterin okzitanischer Sprache
- Rivière, Maurice-Louis-Marie (1859–1930), französischer römisch-katholischer Geistlicher und Erzbischof
- Rivière, Nicolas de (* 1963), französischer UN-Diplomat
- Riviere, Osborne († 2017), dominicanischer Politiker
- Rivière, Roger (1936–1976), französischer RadrennfahrerRoger Rivière (1936–1976)

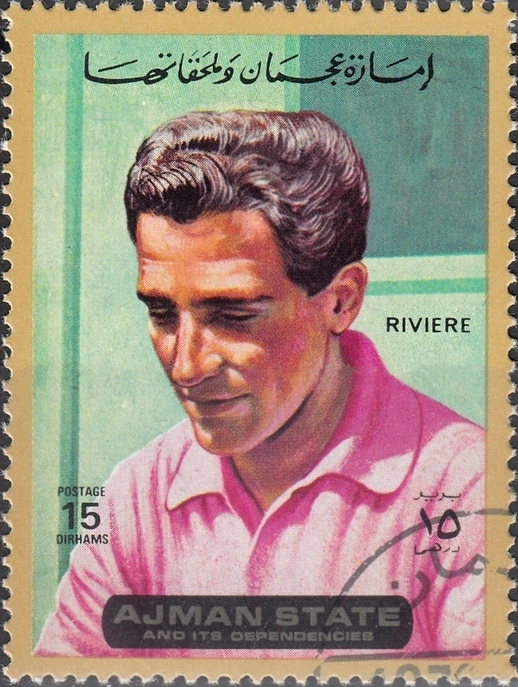
Roger Rivière (1936–1976)

- Rivière, Tom (* 1988), britischer Jazzmusiker (Kontrabass)
- Rivière, Tristan (* 1967), französischer Mathematiker
- Rivière, Washington (* 1933), argentinischer Maler
- Rivière-Hérard, Charles (1789–1850), Präsident von Haiti
- Rivières, Raymond Adolphe Séré de (1815–1895), französischer Festungsbauer
- Rivierre, Gaston (1862–1942), französischer Radrennfahrer
- Rivieyran, Cyriaque (* 1991), französischer Fußballspieler
- Rivilis, Katharina (* 1985), deutsche Schauspielerin, Regisseurin und Hörspielsprecherin
- Rivilla, Feliciano (1936–2017), spanischer Fußballspieler
- Rivin, Anita (1924–2004), israelische Pädagogin und Schriftstellerin
- Rivin, Igor (* 1961), kanadischer Mathematiker
- Rivinius, Gustav (* 1965), deutscher Cellist und Professor für Violoncello an der Musikhochschule in Saarbrücken
- Rivinius, Karl Josef (* 1936), deutscher katholischer Theologe
- Rivinoja, Erica, Drehbuchautorin und Fernsehproduzentin
- Rivinus, Andreas (1601–1656), deutscher Philosoph, Literaturwissenschaftler und Mediziner
- Rivinus, Andreas Florens (1701–1761), deutscher Rechtswissenschaftler
- Rivinus, Augustus Quirinus (1652–1723), deutscher Mediziner und Botaniker
- Rivinus, Eduard Florens (1801–1873), deutsch-amerikanischer Arzt und Autor
- Rivinus, Johann Florenz (1681–1755), deutscher Rechtswissenschaftler
- Rivituso, Mark (* 1961), US-amerikanischer römisch-katholischer Geistliche, Erzbischof von Mobile
- Rivius, Johannes (1500–1553), Pädagoge und Theologe

### Rivk
- Rivkin, Allen (1903–1990), US-amerikanischer Drehbuchautor
- Rivkin, Charles H. (* 1962), US-amerikanischer Diplomat
- Rivkin, Nicole (* 2003), deutsche Tennisspielerin
- Rivkin, Stephen E., US-amerikanischer Filmeditor

### Rivl
- Rivlin, Alice (1931–2019), US-amerikanische Managerin und Regierungsbeamtin
- Rivlin, Reuven (* 1939), israelischer Jurist und Politiker des LikudReuven Rivlin (* 1939)

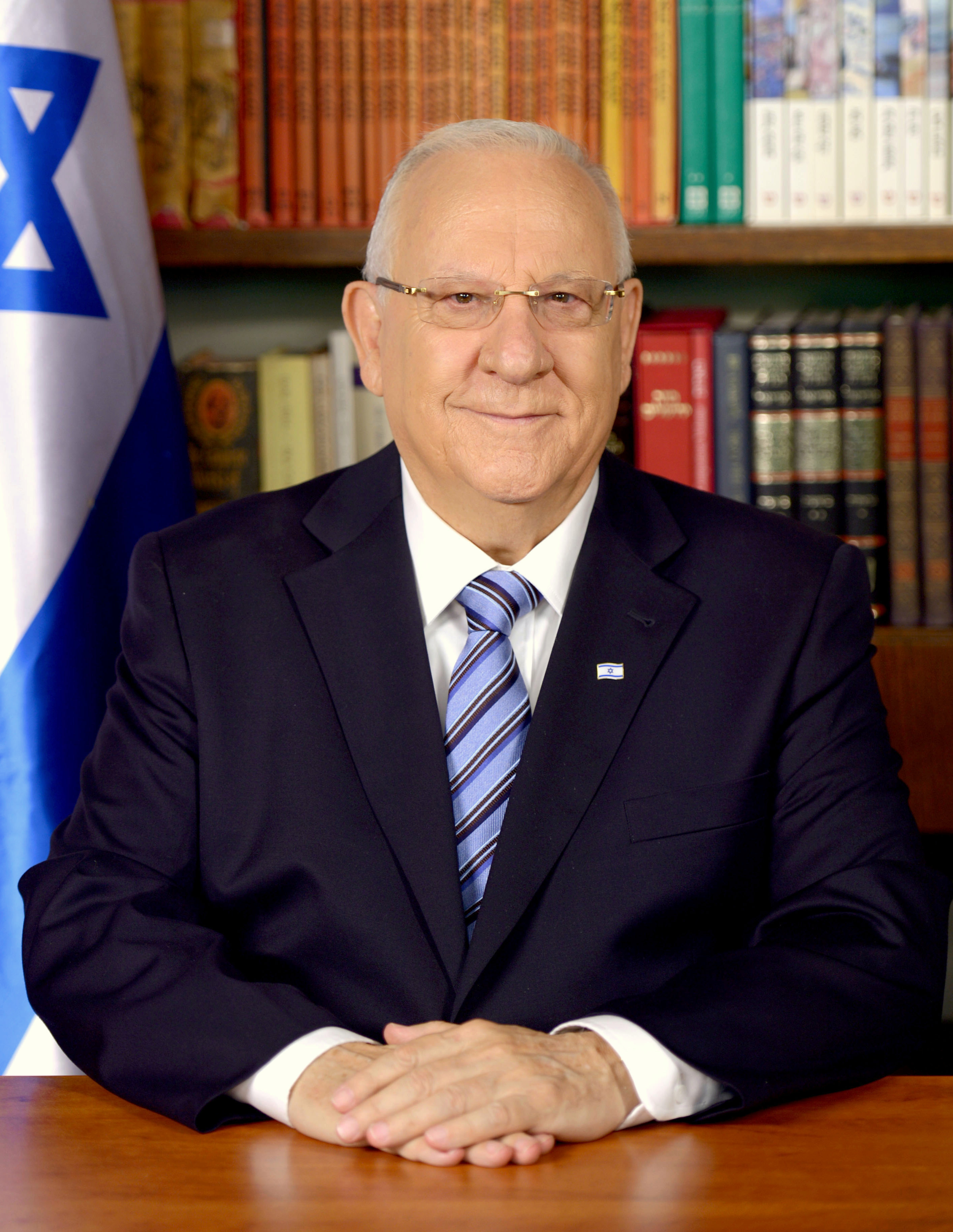
Reuven Rivlin (* 1939)

- Rivlin, Ronald S (1915–2005), britisch-US-amerikanischer Ingenieurwissenschaftler für Mechanik

### Rivo
- Rivoal, André (1922–2006), französischer Radrennfahrer
- Rivoir, Guido (1901–2005), Schweizer Pastor
- Rivoir, Martin (* 1960), deutscher Politiker (SPD), MdL Baden-Württemberg
- Rivoire, Ariana-Suelen (* 1995), französische Schauspielerin
- Rivoire, Raymond Léon (1884–1966), französischer Bildhauer
- Rivola, Massimo (* 1971), italienischer Motorsportfunktionär
- Rivolta, Ettore (1904–1977), italienischer Leichtathlet
- Rivolta, Matteo (* 1991), italienischer Schwimmer
- Rivolta, Renzo (1908–1966), italienischer Ingenieur
- Rivot, Florian (* 1993), französischer Biathlet
- Rivoyre, Christine de (1921–2019), französische Schriftstellerin

### Rivu
- Rivulo, Franciscus de († 1564), deutscher Komponist, Kirchenmusiker und Kapellmeister in Danzig